# Marek Hołyński
Marek Bernard Hołyński (ur. 19 kwietnia 1947 w Warszawie) – polski informatyk, specjalista od grafiki komputerowej, brał udział w tworzeniu standardu OpenGL oraz stacji graficznych Silicon Graphics, publicysta, popularyzator informatyki, wiceprezes Telewizji Polskiej S.A. ds. nowych technologii w latach 2004–2006, wiceprezes Polskiego Towarzystwa Informatycznego, dyrektor Instytutu Maszyn Matematycznych.
Jest autorem czterech książek, 40 artykułów naukowych i ok. 700 artykułów popularnonaukowych  i opowiadania bóg@niebo.org. Jego prace ukazały się między innymi w prasie naukowej, w Nowej Fantastyce, Polityce, Wiedzy i Życiu, GFX, ComputerWorld, a także w dodatkach komputerowych gazet codziennych (np. Rzeczpospolita i Gazeta Wyborcza).
Sympatyzuje ze społecznością hakerów i sam uważa się za hakera w sensie rozumianym przez tę społeczność, sprzeciwiając się jednocześnie kojarzeniu tego słowa z przestępczością komputerową.

## Życiorys

### Działalność naukowa

#### Polska
Jest absolwentem Wydziału Elektroniki Politechniki Warszawskiej (1970). Od 1970 r. pracował w Instytucie Maszyn Matematycznych, gdzie projektował układy cyfrowe. Doktoryzował się w 1975 roku w Instytucie Cybernetyki Stosowanej Polskiej Akademii Nauk, jego rozprawa doktorska nosi tytuł Optymalizacja niezawodnościowa realizacji funkcji logicznych na układach scalonych o wysokim stopniu integracji. W latach 1977–1979 był kierownikiem Samodzielnej Pracowni Studiów i Rozwoju Techniki Komputerowej IMM.
Grafiką komputerową zajmował się od wczesnych lat 70. W 1976 ukazała się jego książka pt. Sztuka i komputery (tom 301 serii wydawniczej Omega), która była jedną z pierwszych publikacji na temat grafiki komputerowej w Europie.

#### Stany Zjednoczone
W latach 1979–1980 jako research fellow uczestniczył w tworzeniu systemu komputerowego wspomagania nauczania PLATO na Indiana University w Bloomington. Od roku 1981 pracował w Massachusetts Institute of Technology (Cambridge), jako research fellow, a później jako associate professor w Center for Advanced Visual Studies. Zajmował się badaniami nad grafiką komputerową i interfejsami użytkownika. Równolegle jako associate professor wykładał i prowadził przewody doktorskie na Boston University (Uniwersytecie Bostońskim).

### W Dolinie Krzemowej
W latach 1992–1997 pracował w Silicon Graphics, najpierw jako kierownik projektów, a następnie dyrektor działu grafiki komputerowej. Projektował komputery Indigo, Indy i O2 oraz opracowywał algorytmy grafiki wykorzystywane w grach komputerowych, filmach i Internecie. W 1997 roku założył w Dolinie Krzemowej własną firmę, która stworzyła akcelerator graficzny do zastosowań internetowych (w 1999 roku został kupiony przez Fujitsu).
Swoje doświadczenia opisywał w serii felietonów pod tytułem E-mailem z Doliny Krzemowej, ukazującej się w Nowej Fantastyce. Zostały one później częściowo wykorzystane w książce pod tym samym tytułem.

### Po powrocie do Polski
Po powrocie do Polski w latach 1999–2004 był dyrektorem ds. rozwoju strategicznego w firmie ATM S.A. w Warszawie. Kontynuował współpracę z "Nową Fantastyką" i innymi czasopismami (jego cykl felietonów zmienił tytuł na E-mailem z Nowego Światu).
W lutym 2004 wygrał konkurs na stanowisko wiceprezesa Telewizji Polskiej do spraw nowych technologii i rozwoju. Pracując w TVP duży nacisk położył na rozwój Internetu, telewizji cyfrowej i mobilnej. Uchwałą rady nadzorczej TVP z 9 czerwca 2005 został zawieszony w czynnościach – jako powód podano utratę zaufania. Kadencja zarządu zakończyła się w maju 2006.
W listopadzie 2008 objął stanowisko dyrektora Instytutu Maszyn Matematycznych (IMM) w Warszawie. Funkcję tę pełnił do 1 lutego 2018 do chwili włączenia IMM do Naukowej i Akademickiej Sieci Komputerowej – Państwowego Instytutu Badawczego.
Jest członkiem założycielem Polskiego Towarzystwa Informatycznego (PTI). Od 2002 do 2008 był prezesem Oddziału Mazowieckiego. W maju 2008 został wybrany na prezesa Zarządu Głównego PTI, a w 2011, 2014 i 2017 na wiceprezesa zarządu ds. kontaktów zewnętrznych. W 2014 roku Zjazd Delegatów PTI nadał mu tytuł Członka Honorowego PTI.

## Odznaczenia
- Krzyż Kawalerski Orderu Odrodzenia Polski (2017)[18][19].
- Złoty Krzyż Zasługi – we wrześniu 2006.
- Nagroda Polskiej Izby Informatyki i Telekomunikacji – 9 kwietnia 2005[11].
- Medal 70-lecia Polskiej Informatyki – przyznany przez Kapitułę PTI – w 2018 roku[20].